# Бан (титул)
Бан — правитель земли, области. Название встречается среди правителей Хорватии, Боснии, Мачвы, Валахии, Молдавии, Болгарии и Венгрии. Понимался также как «господин» или «хозяин». Территория, которой управлял бан, называлась банатом или бановиной.

## Этимология
Существует три основные теории происхождения наименования бан — тюркская, иранская и готская:
1. Слово ban выводится из тюркского baian/bajan «властитель полчища», через посредство аварского языка в значении «богатый» известным стало славянам[2][3]. Предполагалось даже выводить из имени аварского предводителя Баяна[4].
2. Производят от древнеиранского слова ban со значением «человек высокого положения, господин, властитель»[5][6].
3. Из готского bandvjan выводили термин ban[7].

## История
Название это встречается уже у Константина Порфирородного, когда он говорит о Хорватии («Боян (βοεάνος) их владеет Кривасой, Лицей и Гуциской»).
В Хорватии термин «бан» после присоединения к Венгерскому королевству в начале XII века на правах личной унии стал обозначать назначаемого королём правителя, осуществлявшего в Хорватии автономную власть. Хорватский бан имел большие права: в государственных актах его имя писалось после имени короля, и он имел те же привилегии, что и палатин в Венгрии.
Бан давал права городам, имел верховный надзор над королевскими замками, назначал жупанов, епископов и аббатов; он получал шестую часть всех таможенных доходов, третью часть пеней и известную часть всех других государственных доходов, имел право чеканить монету, был верховным судьёй в своей стране и главным полководцем. Во время войны в границах своей провинции он должен был заботиться о содержании войск, за что получал отдельное вознаграждение деньгами и солью; в походах шёл первым, в отступлении — последним. При королевском дворе хорватский бан занимал третье место после палатина и придворного судьи (лат. judex curiae).
Границы отдельных банатов часто изменялись, а иногда несколько банатов соединялись в один. После битвы при Мохаче турки занимали постепенно один банат за другим, так что наконец при Венгрии остался всего один соединённый банат Хорватии и Далмации. Во время борьбы с турками баны были настоящими владетелями своих областей. Потом, однако, их власть стала ограничиваться сеймами, на верность которым они присягали. Впоследствии король по своей воле назначал банов и отнимал у них власть, и дозволено было на решения банского суда (лат. judicium octavale) подавать апелляционную жалобу в придворный суд. В 1685 году хорватский сейм постановил, что на время, когда нет заседаний сейма, бан должен выбрать себе шесть советников из светских и духовных особ, которые составляли так называемую банскую конференцию, и править страною вместе с ними. Ещё более банская власть была ограничена пресбургским сеймом 1723 года, когда был установлен новый банский совет. Далее, в 1746 году, когда Мария Терезия устроила так называемую Военную границу, у бана были отняты его функции военачальника и переданы в ведение высшего совета в Вене. Зато из трёх комитатов — Пожежского, Варовитицкого и Сирмского, — отнятых Леопольдом I у турок, Мария Терезия устроила новую провинцию Славонию и отдала её бану. После этого бан до 1849 года имел следующие права: он был третьим по старшинству Сановником венгерской короны, исполнял обязанности: высшего судьи в банате, начальника дворянского ополчения и двух пограничных полков. Надзор при собирании дани в Славонии был отнят у банов в 1748 году и вверен венгерской придворной канцелярии.
Австрийская конституция 4 марта 1849 года провозгласила Хорватию, Славонию и Далмацию отдельною коронною провинциею с баном во главе, не зависящим от венгерского правительства и имеющим те же права, которыми обладали императорские наместники других австрийских провинций; баном тогда был назначен Йосип Елачич, умерший в 1859 году. Но с 1868 года бана назначал австрийский император с согласия венгерского министр-президента, причём бан не мог иметь никакой военной власти. Бан являлся административным начальником Хорватии, Славонии и Далмации, непосредственно подчинённым королевской власти.